# Hendrik Bernardus Thom
Hendrik Bernardus Thom, auch HB Thom (* 13. Dezember 1905 in Jamestown bei Aliwal North, Kapkolonie; † 4. November 1983) war südafrikanischer Historiker, Hochschullehrer, Rektor und Kanzler an der Universität Stellenbosch.

## Leben
Hendrik Bernardus Thom kam in Jamestown im östlichen Teil der Kapkolonie zur Welt. Seine familiären Wurzeln gehen in direkter Linie auf George Thom zurück, der zu den Gründern der Scottish Presbyterian Church im südlichen Afrika gehört.
Die Highschool besuchte Thom in Burgersdorp. Seine Studienzeit begann Thom 1924 an der Universität Stellenbosch. Hier erwarb er 1926 einen Bachelor in Geschichte und Niederländischer Sprache und schloss 1928 mit einem Master in Geschichte ab. Weitere Studienaufenthalte folgten in Deutschland 1928 bis 1929 an der Friedrich-Wilhelms-Universität in Berlin, 1930 an der Sorbonne in Paris sowie in Amsterdam. Aus dem Ausland zurückgekehrt promovierte Thom in Stellenbosch mit seiner Dissertation Die geskiedenis van die skaapboerdery in Suid-Afrika (deutsch etwa: „Die Geschichte der Schafhaltung in Südafrika“) und erlangte hiermit 1930 den Ph.D. Sie wurde 1936 in Amsterdam publiziert.
Nun begann seine berufliche Tätigkeit an der Universität Stellenbosch, wo er 1931 als Lecturer (wissenschaftlicher Mitarbeiter / Dozent) für Geschichte in diesem Fachbereich tätig wurde. 1935 stieg Thom zum Senior Lecturer auf. Im Jahre 1937 ernannte man ihn auf diesem Gebiet zum Professor.
Von 1952 bis 1960 war Thom Vorsitzender des rassistisch ausgerichteten Afrikaner Broederbond.
1954 übernahm er die Funktion des Rektors der Universität Stellenbosch, die er bis 1969 ausübte. Für 16 Jahre bekleidete er dieses Amt und brachte dabei den Ausbau seines Hochschulstandortes voran. Während dieser Zeit entstanden vier neue Fakultäten. Der von ihm mitverantwortete bauliche Fortschritt auf dem Campus schuf neue Raumkapazitäten für Unterkünfte und wissenschaftliche Zwecke.
Im Jahre 1956 übernahm Thom die Herausgabe des Werkes Volkskongres oor die toekoms van die Bantoe (deutsch etwa: „Nationalkonferenz über die Zukunft der Bantu“), einem Tagungsband der Federasie van Afrikaanse Kultuurvereniginge anlässlich ihrer Zusammenkunft vom 28. bis 30. Juni 1956 in Bloemfontein, wo er den Vorsitz geführt hatte. Zwei Jahre zuvor hatte die einst von Premierminister Malan berufene Commission for the socio-economic development of Bantu areas within the Union of South Africa ihren 18-bändigen Bericht vorgelegt, zu dem die Regierung 1956 offiziell Stellung nahm und der künftig ein zentrales Arbeitskonzept der Rassentrennungspolitik wurde.
Im akademischen Sektor war Thom als Historiker sehr aktiv und beteiligte sich maßgeblich bei der kulturellen Beschreibung des Afrikaanertums. Mit seinen wissenschaftlichen Arbeiten trug er zur Darstellung der Geschichte der burischen Kultur in der Kapregion bei. Schwerpunktmäßig war Thom in der Van Riebeeck-Vereniging (Van-Riebeeck-Gesellschaft) tätig und wirkte als Herausgeber ihrer periodischen Publikation Journal of Jan Van Riebeeck. In diesem Gesamtrahmen war Thom ein Exponent der im Apartheidsystem eingebundenen Wissenschaft, die sich in seinem Fall einem ideologisch beeinflussten Geschichtsbild verbunden fühlte. Die Universität Stellenbosch gehörte in dieser Zeit nicht zu den open universities des Landes.
1980 erschien das von ihm verfasste 366-seitige Werk D.F. Malan, worin Thom sich mit dem Leben des früheren Ministerpräsidenten, einem exponierten Apartheidpolitiker und vormaligen Kanzler seiner Universität, auseinandersetzte. Mehrere Zeitschriftenaufsätze über die politische Arbeit Malans gingen dieser Monographie voraus. Malan war von 1941 bis 1959 Chancellor der Stellenbosch Universität. Das Werk über Malan erschien 1980, blieb aber unvollendet.
Die Krönung seiner akademischen Karriere führte ihn kurz vor seinem Tod im Jahre 1983 in die Funktion des höchsten Repräsentanten seiner Universität, zum Chancellor.

## Familie
Thom heiratete 1934 Maria Johanna (Ria) du Toit. Die Ehe blieb kinderlos.

## Mitgliedschaften
- Archives Commission (Argiefkommissie), Vorsitzender 1950–1955 (Archivkommission)
- Historical Monuments Commission (Historiese Monumentekommissie, später Raad vir Nasionale Gedenkwaardighede) 1948–1954 (deutsch etwa: Gedenkstätten-Kommission bzw. Rat für Nationale Denkmale)
- Van Riebeeck-Vereniging / Van Riebeeck Society
- Simon van der Stel Foundation (Simon-van-der-Steel-Stiftung)
- Stellenbosch-Museum und Mitgliedschaft im Museumsrat, 1962–1968
- Afrikaner Broederbond, Vorsitzender 1952–1960

## Ehrungen (Auswahl)
- Academy Award for History (1952)
- D.F. Malan Medal (1975)
- Ehrendoktorwürde der Universität Stellenbosch
- Ehrendoktorwürde der Universiteit van die Oranje-Vrystaat
- Ordensverleihung des Decoration for Meritorious Services durch den Staatspräsidenten der Republik Südafrika (1980)
- das Dramen-Theater an der Universität Stellenbosch wurde nach ihm benannt, HB Thom Theatre (Fakultät für Künste und Sozialwissenschaften, Abteilung Drama[7])

### Ehrenmitglied
- Koninklijke Nederlandse Akademie van Wetenschappen, 1952
- Maatschappij der Nederlandse Letterkunde in Leiden
- Federasie van Afrikaanse Kultuurvereniginge (FAK), 18 Jahre Vorsitz (deutsch etwa: Föderation afrikaanischer Kulturgesellschaften)
- Linschoten-Vereeniging
- Hakluyt Society
- Suid-Afrikaanse Akademie vir Wetenskap en Kuns, 1981 (Südafrikanische Akademie für Wissenschaft und Kunst)
- Suid-Afrikaanse Historiese Vereniging (deutsch etwa: Historische Gesellschaft von Südafrika)